# Efan Ekoku
Efan Ekoku, właśc. Efangwu Goziem Ekoku (ur. 8 czerwca 1967 w Manchesterze) piłkarz nigeryjski grający na pozycji napastnika. Nosił przydomek „Chief” ("Wódz").

## Kariera klubowa
Ekoku jest synem nigeryjskich emigrantów pochodzących z arystokracji i urodził się na przedmieściach Manchesteru w Cheetham Hill. Swoją piłkarską karierę zaczynał w Sutton United, nie grającym na żadnym szczeblu ligi angielskiej. Pierwszym poważnym klubem Ekoku był Bournemouth, w barwach którego zadebiutował w 1990 roku w Division Two. W klubie z południowego wybrzeża Wielkiej Brytanii grał do zimy 1993. W ciągu tego okresu rozegrał w barwach „The Cherries” 62 mecze i zdobył dla nich 25 goli, będąc jednym z najlepszych strzelców klubu w tym czasie.
W styczniu 1993 Ekoku dokonał przeskoku z Division Two prosto do Premier League stając się zawodnikiem Norwich City. Menedżer klubu Mike Walker zapłacił za niego 500 tysięcy funtów. Runda wiosenna nie była dla niego zbytnio udana. Zagrał tylko w 4 meczach swojego zespołu, w których to zdobył 3 gole (9 kwietnia w przegranym 1:5 meczu z Tottenhamem oraz 2 gole 8 maja w zremisowanym 3:3 spotkaniu z Middlesbrough F.C.). Norwich City rozegrał jednak dobry sezon i zakończył rozgrywki na najwyższej w historii klubu, 3 pozycji. Dzięki temu w sezonie 1993/1994 Norwich z Ekoku po raz pierwszy w historii zagrało w Pucharze UEFA. To właśnie Efan był tym, który zdobył pierwszego gola dla Norwich w tych rozgrywkach. Fakt ten miał miejsce w 1. rundzie podczas wygranego 3:0 meczu z SBV Vitesse. Kilka tygodni później błysnął w wyjazdowym spotkaniu z Evertonem, gdy czterokrotnie pokonał bramkarza gospodarzy, Neville'a Southalla, a „Kanarki” wygrały ten mecz 5:1. W Pucharze UEFA zespół doszedł do 3. rundy (odpadł po dwumeczu z Interem Mediolan) po drodze eliminując nie tylko wspomniane Vitesse, ale i słynny Bayern Monachium (2:1 1:1). W lidze Norwich zajęło 12. miejsce, a Ekoku rozegrał 27 meczów i zdobył 12 goli. W sezonie 1994/1995 grał tylko przez krótki okres (6 meczów), po czym odszedł z zespołu.
Londyński Wimbledon F.C. zapłacił za Ekoku kwotę miliona funtów, a Nigeryjczyk miał zastąpić w ataku Johna Fashanu. W lidze rozegrał 24 mecze i zdobył dla Wimbledonu 9 goli (13 dni po transferze zdobył gola przeciwko swojemu niedawnemu klubowi z Norwich), a klub zajął 9. miejsce w lidze. W kolejnym sezonie zagrał w 31 meczach Wimbledonu i strzelił 7 goli, a jego klub zajął 14. pozycję. Rok później był główną postacią swojego zespołu, który robił furorę na Wyspach dochodząc do półfinałów zarówno Pucharu Anglii jak i Pucharu Ligi Angielskiej wygrywając po drodze z kilkoma faworytami. Ekoku w ataku „Szalonego Gangu” najczęściej grywał z Jamajczykiem Marcusem Gaylem i w lidze zdobył 11 goli w 30 meczach. Sezon 1997/1998 nie był już tak udany jak poprzedni. Ekoku przytrafiały się częste kontuzje i z tego powodu zagrał tylko w 16 ligowych meczach, w których zdobył 4 gole. Jeden z nich, zdobyty w przegranym 1:3 meczu z Newcastle United kandydował do miana gola sezonu. Wimbledon na koniec sezonu zajął 15. miejsce w lidze i niemal do końca bronił się przed spadkiem. We wrześniu 1998 Ekoku zamierzał odejść z klubu. Był bliski przejścia do Nottingham Forest, ale klub ten ostatecznie pozyskał Pierre'a van Hooijdonka. Leicester City oferował 4 miliony funtów za Ekoku, a do wyścigu o napastnika włączyły się też Aston Villa F.C. oraz Southampton F.C. Ekoku pomimo tego został jednak w klubie na kolejny sezon. Zagrał w nim w 22 meczach strzelając 6 goli i zajął z Wimbledonem 16. pozycję. Latem 1999 nowym szkoleniowcem Wimbledonu został Norweg Egil Olsen, który nie widział dla Efana miejsca w pierwszym składzie, a dodatkowo ściągnął do zespołu za 7,5 miliona funtów Walijczyka Johna Hartsona.
25 sierpnia 1999 Ekoku podpisał 3-letni kontrakt ze szwajcarskim Grasshopper Club, do którego ściągnął go angielski szkoleniowiec, Roy Hodgson. W Grasshoppers dobrze wprowadził się do zespołu i w sezonie zdobył 16 goli będąc najlepszym strzelcem swojego zespołu w pierwszej lidze. Grasshoppers zajęło 4. pozycję. W październiku 2000 Hodgson został zwolniony i Ekoku po rozegraniu 7 meczów i strzeleniu 3 goli chciał wrócić do Anglii.
Ostatecznie trafił do Sheffield Wednesday na 3-miesięczne wypożyczenie. Ekoku nieźle spisywał się w barwach klubu z Sheffield i wypożyczenie zostało przedłużone do końca sezonu 2000/2001. W Division One Ekoku zagrał w 32 meczach i zdobył 7 goli dla swojego klubu. Sheffield zakończyło sezon na 17. miejscu. 31 lipca 2001 przeszedł do Wednesday na następny sezon. W 27 meczach strzelił 7 goli i Sheffield ledwo obroniło się przed spadkiem zajmując niską 20. pozycję. Jeszcze w kwietniu nowy menedżer Terry Yorath wystawił Ekoku na listę transferową i Efan był bliski przejścia do Wycombe Wanderers lub Gillingham F.C., ale wytrwał w klubie do końca sezonu.
We wrześniu 2002 Ekoku opuścił Sheffield rozwiązując kontrakt z Wednesday. Najpierw trenował z Luton Town, a następnie z Rushden & Diamonds, ale nie przeszedł do żadnego z tych klubów. Dopiero 27 marca 2003 w ostatnim dniu okna transferowego Ekoku został zatwierdzony do gry w Brentford F.C. Grał tam jednak tylko 2 miesiące i został zwolniony. W 2003 pracował jako komentator dla stacji BBC. W sierpniu 2004 podpisał krótkoterminowy kontrakt z irlandzkim zespołem Dublin City, jednak po 2 meczach zrezygnował i ostatecznie zakończył piłkarską karierę.
| Sezon   | Klub                | Kraj       | Rozgrywki          | Mecze | Bramki |
| ------- | ------------------- | ---------- | ------------------ | ----- | ------ |
| 1990/91 | Bournemouth         | Anglia     | Division Three     | 20    | 3      |
| 1991/92 | Bournemouth         | Anglia     | Division Three     | 28    | 11     |
| 1992/93 | Bournemouth         | Anglia     | Division Three     | 14    | 7      |
| 1992/93 | Norwich City        | Anglia     | Premier League     | 4     | 3      |
| 1993/94 | Norwich City        | Anglia     | Premier League     | 27    | 12     |
| 1994/95 | Norwich City        | Anglia     | Premier League     | 6     | 0      |
| 1994/95 | Wimbledon F.C.      | Anglia     | Premier League     | 24    | 9      |
| 1995/96 | Wimbledon F.C.      | Anglia     | Premier League     | 31    | 7      |
| 1996/97 | Wimbledon F.C.      | Anglia     | Premier League     | 30    | 11     |
| 1997/98 | Wimbledon F.C.      | Anglia     | Premier League     | 16    | 4      |
| 1998/99 | Wimbledon F.C.      | Anglia     | Premier League     | 22    | 6      |
| 1999/00 | Grasshopper Club    | Szwajcaria | Swiss Super League | 21    | 16     |
| 2000/01 | Grasshopper Club    | Szwajcaria | Swiss Super League | 7     | 3      |
| 2000/01 | Sheffield Wednesday | Anglia     | Division One       | 32    | 7      |
| 2001/02 | Sheffield Wednesday | Anglia     | Division One       | 27    | 7      |
| 2002/03 | Brentford F.C.      | Anglia     | Division Two       | ?     | ?      |
| 2004    | Dublin City         | Irlandia   | Eircom League      | 13    | 0      |

## Kariera reprezentacyjna
W 1994 roku Ekoku był członkiem reprezentacji Nigerii na Puchar Narodów Afryki 1994. Wystąpił tam tylko w jednym meczu, 2 kwietnia w wygranym 2:0 meczu z Zairem (grał w nim 60 minut). Z Nigerią wywalczył wówczas mistrzostwo Afryki. W lecie został także powołany do kadry na finały MŚ w USA, ale ze względu na zbyt dużą konkurencję w ataku (Rashidi Yekini, Daniel Amokachi czy Emmanuel Amunike) nie zagrał na nich ani minuty.
W 1997 roku został powołany do reprezentacji po ponad 2 latach przerwy. 7 kwietnia wystąpił w wygranym 2:1 meczu z Burkina Faso rozegranym w ramach kwalifikacji do MŚ we Francji. Był to zarazem jego ostatni mecz w kadrze nigeryjskiej.